# تشو دادي
تشو دادي (بالصينية: 周大地) هو لاعب كرة قدم صيني في مركز الوسط، ولد في 18 فبراير 1996 في خنان في الصين. لعب مع نادي تشانغتشون ياتاي.

## وصلات خارجية
- تشو دادي على موقع قاعدة بيانات كرة القدم.إي يو (الإنجليزية)
- تشو دادي على موقع Soccerway.com (الإنجليزية)